# Аврам Ђукић
Аврам Ђукић (Госпођинци, 10. фебруар 1844 — Беч, 17. март 1906) био је генерал интендант Аустроугарске војске и историчар.

## Биографија
Рођен је у Шајкашкој у селу Госпођинци, од оца Стевана и мајке Јуле. Након основне школе у родном месту, похађао је и немачку основну школу у штабном месту Тителу. Војничку школу („математику“) учио је у Тителу (1859-1861) и након Кадетске школе у Темишвару (1867-1868) постао је аустријски официр. Он је још 1. новембра 1860. године ступио у војну службу као гефрајтер тителског батаљона. Службовао је Бенковцу у далматинском домобранском стрељачком батаљона до октобра 1873. године. У Бечу је слушао двогодишњи интендантски течај (1873-1875), и у официрској интендантској служби је доспео до чина генерала интенданта (1900. у Прагу). Истакао се радом као интендант 10. аустријског корпуса, и за заслуге је више пута био одликован. У Задру је тако 1885. године за ревносну службу добио Витешки крст Ордена Фрање Јосифа. Са службом је бивао у Бечу, Задру, Прагу и опет у Бечу. Био је ожењен Софијом, најстаријом кћерком госпођиначког попе Николе Бељанског. Био је члан Матице српске у Новом Саду. Оставио је иза себе рукописну аутобиографију која се чува у матичиној архиви.
Историјом се бавио као љубитељ, без стручности, али веома савесно и с лепим успехом. Користио је архивску грађу мало доступну истраживачима. Највише се бавио прошлошћу крајишког шајкашког тителског батаљона из његовог завичаја. Проучавао је историју Срба у Угарској, и то највише велику сеобу, историју шајкаша и српске хусарске регименте, затим буну 1848, а с много пожртвовања је испитивао животе Срба аустријских официра. Оставио је Матици српској у рукопису велики рад: Генерали и пуковници Срби у Аустроугарској од год. 1704 до данас. Одатле је објавио Живот Арона Станисављевића, барона von Wellenstreit (Бранково Коло, 9. 1903). Пред крај живота је скупљао архивску грађу за устанак Пере Сегединца и за сеобе Срба у Русију.
Остали важнији радови:
- Кад су се Срби с патријархом Арсенијем III. доселили у земље маџарске круне? (Јавор, 1891),
- Три писма патријарха Арсенија III. Црнојевића (Летопис, 219),
- Оцена књиге Г. Витковића,
- Прошлост,
- Установа и споменици угарских краљевих шајкаша (Летопис, 157),
- (1889),
- Учешће тителског крајишког шајкашког батаљона у аустро-турском рату у 1788 до 1791 (Летопис, 161 и 162),
- Нешто за историју ц. кр. српске хусарске регименте (Наше доба, 1894),
- Устројство ц. кр. тителског крајишког шајкашког батаљона за време народног покрета 1848-49 (Летопис, 193, 105, 196 и 204).